# Nouzov (Volenice)
Nouzov je malá vesnice, část obce Volenice v okrese Příbram ve Středočeském kraji. Nachází se asi jeden kilometr severně od Volenic. Vesnicí protéká Volenický potok. Je zde evidováno 11 adres. V roce 2011 zde trvale žili čtyři obyvatelé.
Nouzov leží v katastrálním území Volenice u Březnice o výměře 2,94 km².

## Historie
První písemná zmínka o vesnici pochází z roku 1840. V roce 1913 zde bylo 5 domů v nichž žilo 28 obyvatel. Obec farně náležela k Bubovicím.

## Obyvatelstvo
| Rok            | 1869 | 1880 | 1890 | 1900 | 1910 | 1921 | 1930 | 1950 | 1961 | 1970 | 1980 | 1991 | 2001 | 2011 | 2021 |
| -------------- | ---- | ---- | ---- | ---- | ---- | ---- | ---- | ---- | ---- | ---- | ---- | ---- | ---- | ---- | ---- |
| Počet obyvatel | 20   | 19   | 29   | 33   | 28   | 29   | 24   | 15   | 14   | 15   | 14   | 4    | 5    | 4    | 4    |
| Počet domů     | 5    | 5    | 5    | 5    | 5    | 5    | 5    | 5    | 5    | 4    | 3    | 4    | 5    | 5    | 3    |

## Obecní správa
Při sčítání lidu v letech 1850–1879 Nouzov byl osadou obce Roželov v okrese Blatná. V letech 1880–1954 byl osadou obce Vacíkov v okrese Blatná. Od roku 1954 je částí obce Volenice, se kterým patřil nejprve do okresu Blatná, ale od roku 1960 v okrese Příbram.